# O Rappa (musikalbum)
O Rappa är det första albumet av brasilianska bandet O Rappa. Producerad av Fábio Henriques och O Rappa. Skivbolaget Warner Music.

## Låtlista
1. Catequeses do Medo
2. Não Vão Me Matar
3. Todo Camburão tem um Pouco de Navio Negreiro
4. Take It Easy My Brother Charles
5. Brixton, Bronx ou Baixada
6. R.A.M
7. Skunk Jammin
8. Coincidências e Paixões
9. Fogo Cruzado
10. À Noite
11. Candidato Caô Caô
12. Mitologia Gerimum
13. Sujo
14. Sujo - Dub
15. Todo Camburão Tem um Pouco de Navio Negreiro - dub
16. Vinheta da Silva